# Кумак (Новоорский район)
Кума́к — село в Новоорском районе Оренбургской области России. Административный центр Кумакского сельсовета.

## География
Село находится в восточной части Оренбургской области, в степной зоне, при автодороге Оренбург – Орск – Шильда – граница с Челябинской областью, на левом берегу реки Большой Кумак, на расстоянии примерно 9 км (по прямой) к юго-западу от посёлка Новоорск, административного центра района. Абсолютная высота — 210 м над уровнем моря.
Климат
Климат характеризуется как резко континентальный, засушливый, с морозной зимой и жарким летом. Среднегодовая температура воздуха составляет 1,5 - 2 °C Средняя температура воздуха самого тёплого месяца (июля) — 21 °C (абсолютный максимум — 41 °C); самого холодного (января) — −17  °C (абсолютный минимум — −42 °C). Безморозный период длится в течение 130 -145 дней. Среднегодовое количество атмосферных осадков составляет 300 - 350 мм. Снежный покров держится в среднем около 130 - 145 дней в году.
Часовой пояс
Село Кумак, как и вся Оренбургская область, находится в часовой зоне МСК+2. Смещение применяемого времени относительно UTC составляет +5:00.

## История
Основано в 1836 году. Первыми жителями село были солдаты линейного батальона и государственные крестьяне, позднее переведённые в казачье сословие.

## Население
| 2010 |
| ---- |
| 1860 |

Гендерный состав
По данным Всероссийской переписи населения 2010 года в гендерной структуре населения мужчины составляли 45,8 %, женщины — соответственно 54,2 %.
Национальный состав
Согласно результатам переписи 2002 года, в национальной структуре населения русские составляли 79 % из 2045 чел.